# Station marine de Wimereux
La station marine de Wimereux est  une station de biologie marine, département de la Faculté des sciences et technologies de l'Université de Lille, située à Wimereux, à côté de Boulogne-sur-Mer. Elle héberge des activités pédagogiques et une grande partie des équipes du Laboratoire d'Océanologie et de Géosciences, laboratoire soutenu également par le CNRS, l'IRD et L'Université du Littoral-Côte-d'Opale.

## Histoire
L'histoire de la station de biologie marine de Wimereux commence en 1873 avec l'arrivée à L'Université de Lille d'Alfred Giard.

### Le Chalet "Le sorézien" 1874-1899
La première station de zoologie maritime, est installée à Wimereux en 1874 dans le chalet le Sorézien , l'actuelle villa Napoléonette.

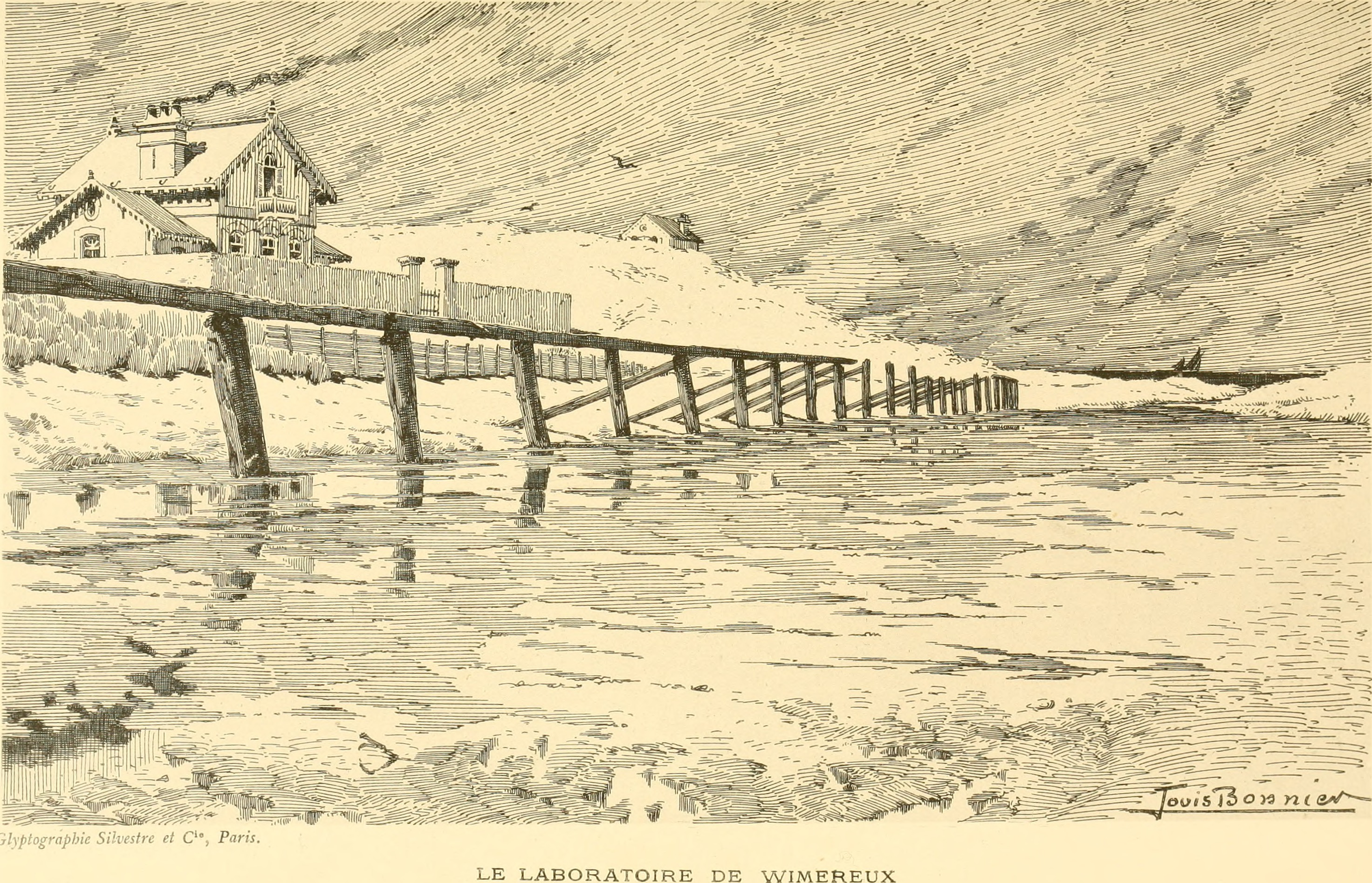
Gravure du Chalet "Le Sorézien" publié en 1890
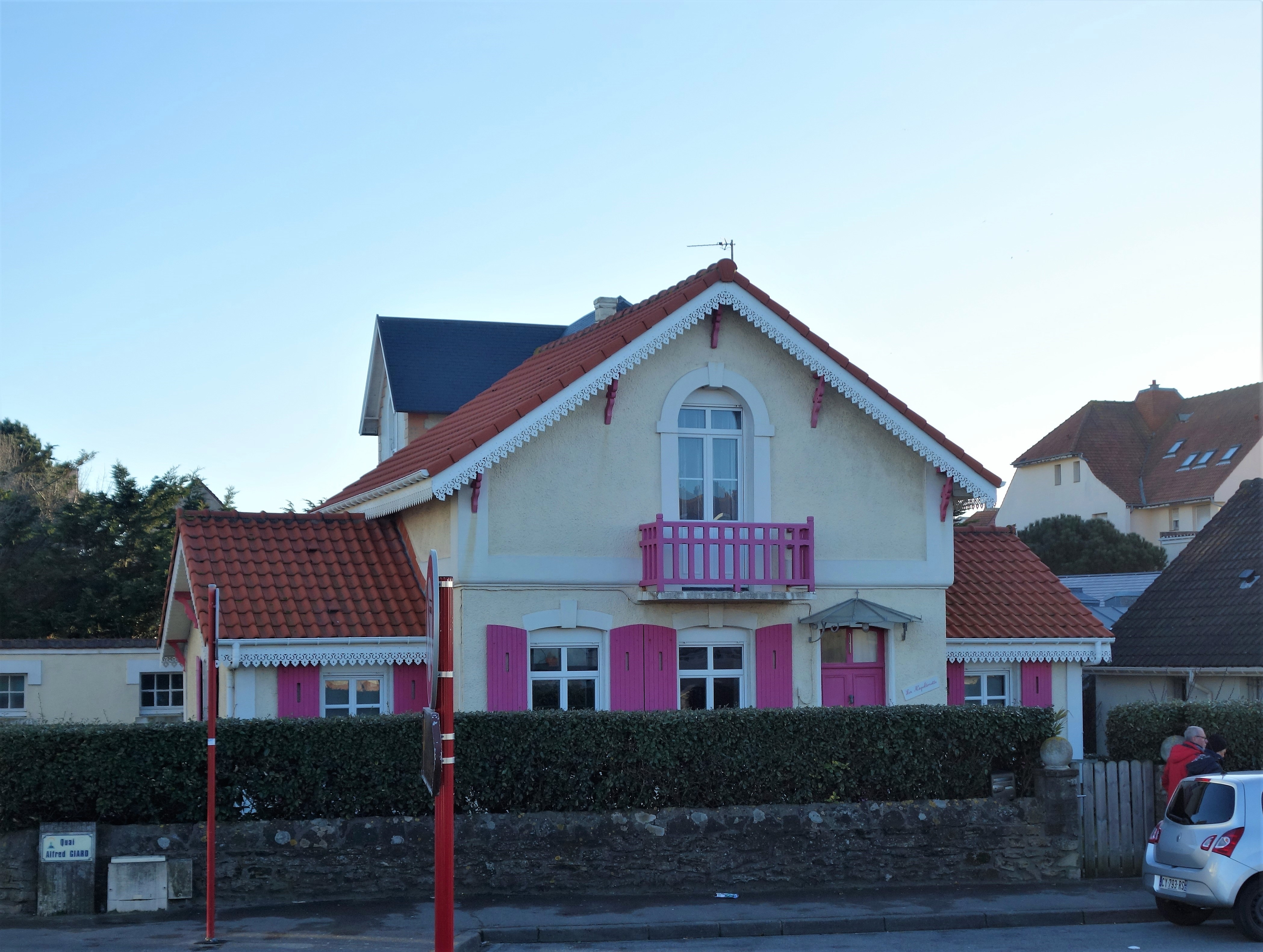
Villa Napoléonnette, 2018

En 1887, Alfred Giard est nommé Maître de Conférences à l'Ecole Normale Supérieure à Paris ce qui entraîna le rattachement du laboratoire de Wimereux à Paris. Paul Hallez crée alors une station marine au Portel pour l'université de Lille qui sera active jusqu'en 1940.

### Station zoologique de la Pointe aux Oies 1899-1942
La seconde station, rattachée à l'Université de Paris, est construite à la Pointe aux Oies au nord de Wimereux par l'architecte Louis Bonnier. Elle est dirigée par Giard puis par Maurice Caullery de 1909 à 1939. Elle est détruite en 1942 lors de la Seconde Guerre Mondiale.

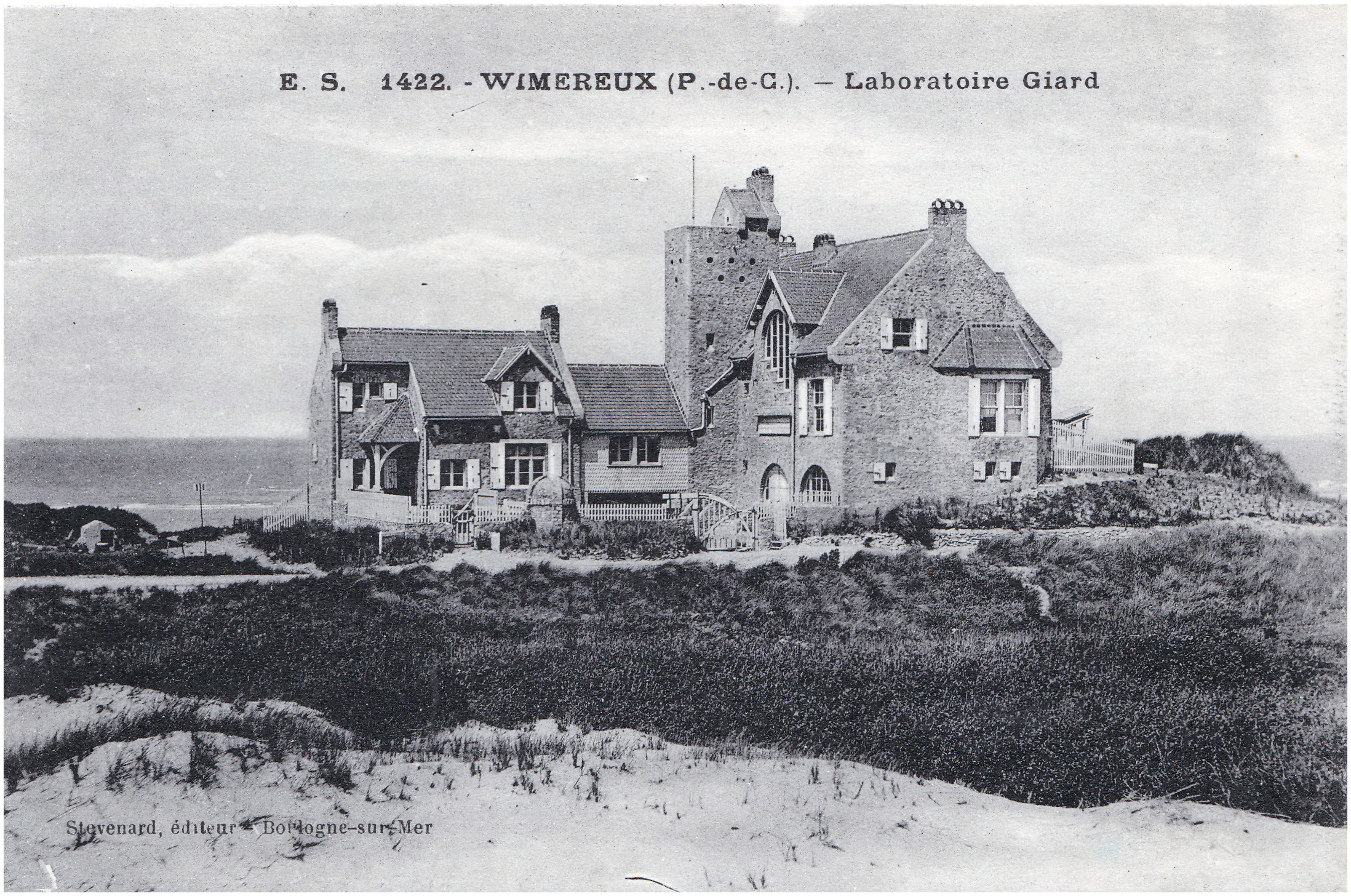
Laboratoire vu de la dune
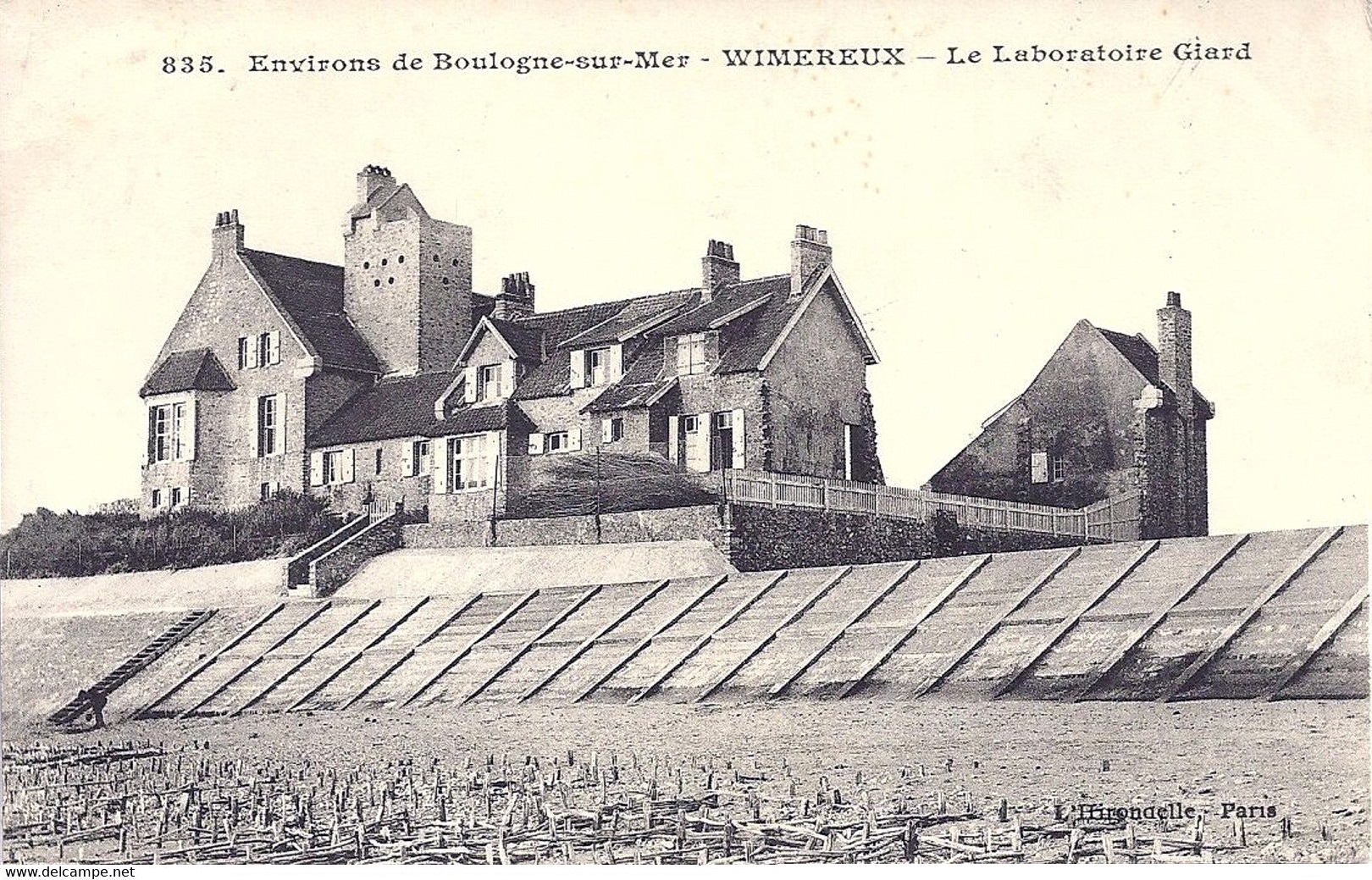
Laboratoire vu de la plage
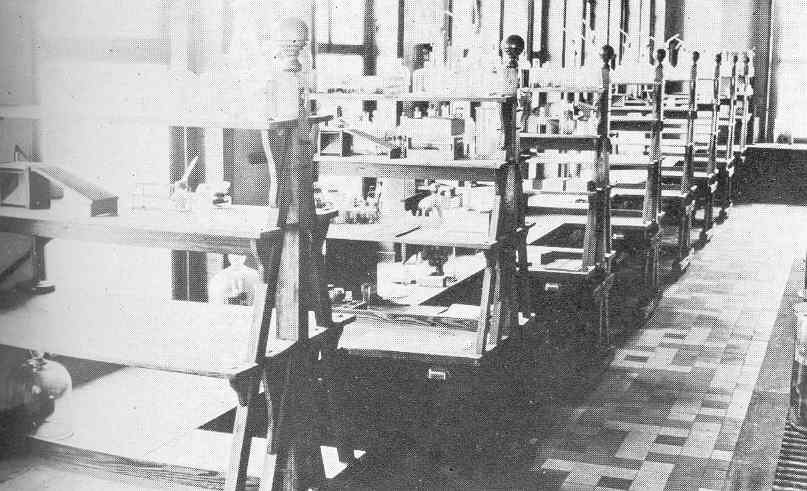
Intérieur du laboratoire en 1910

### La station actuelle depuis 1960
Le bâtiment de la station actuelle, est construit en 1958 au sud de Wimereux par Pierre-François Delannoy. L'Institut de Biologie Maritime et Régionale de Wimereux est une véritable station de terrain, incluant un hébergement pour une quarantaine de personnes et doté de nombreux équipements scientifiques dont le Sépia un chalutier de 10 mètres. René Defretin est son directeur jusqu'en 1973. En 1980 le laboratoire reprend le nom de Station Marine de Wimereux,  centre de recherche interdisciplinaire en Océanographie. Au fil des années, la Station s'agrandit et développe ses recherches.

## Activités
Les missions de la station marine sont :
- la recherche (effectuée au sein du Laboratoire d'Océanologie et de Géosciences) ;
- l'observation de l'environnement marin (effectuée au sein du Laboratoire d'Océanologie et de Géosciences) ;
- l'enseignement ;
- l'accueil de stages, en océanologie biologique ou géologie.